# (1507) Vaasa
(1507) Vaasa es un asteroide perteneciente al cinturón de asteroides descubierto el 12 de septiembre de 1939 por Liisi Oterma desde el observatorio de Iso-Heikkilä en Turku, Finlandia.
Está nombrado por Vaasa, una ciudad de Finlandia.